# Raionul Ovruci, Jîtomîr
Ovruci (în ucraineană Овруцький район, transliterat: Ovruțkîi raion) este un raion în regiunea Jîtomîr, Ucraina. Reședința sa este orașul Ovruci.

## Demografie
Componența lingvistică a raionului Ovruci
     Ucraineană (95,88%)
     Rusă (3,52%)
     Alte limbi (0,53%)
Conform recensământului din 2001, majoritatea populației raionului Ovruci era vorbitoare de ucraineană (95,88%), existând în minoritate și vorbitori de rusă (3,52%).